# Grand Meadow
Grand Meadow é uma cidade localizada no estado americano de Minnesota, no Condado de Mower.

## Demografia
Segundo o censo americano de 2000, a sua população era de 945 habitantes.
Em 2006, foi estimada uma população de 939, um decréscimo de 6 (-0.6%).

## Geografia
De acordo com o United States Census Bureau tem uma área de
1,7 km², dos quais 1,7 km² cobertos por terra e 0,0 km² cobertos por água. Grand Meadow localiza-se a aproximadamente 412 m acima do nível do mar.

## Localidades na vizinhança
O diagrama seguinte representa as localidades num raio de 16 km ao redor de Grand Meadow.